# جمال تلمساني
جمال تلمساني (من مواليد 16 أبريل 1955) هو لاعب كرة قدم جزائري دولي سابق اعتزل اللعب عام 1990، لعب كلاعب خط وسط لعدة أندية فرنسية وسويسرية. كان لاعبا في المنتخب الجزائري في كأس العالم لكرة القدم 1982.

## المسيرة الاحترافية

### أندية لعب لها
- أولمبي المدية
- شباب بلوزداد
- نادي ستاد ريمس
- نادي روان
- نادي تولون
- نادي لو تشو دي فوندز
- نادي كويمبيريوس
- نادي رين
- نادي لوريان

## روابط خارجية
- جمال تلمساني على موقع الاتحاد الدولي (مؤرشف)  (الإنجليزية)
- جمال تلمساني على موقع قاعدة بيانات كرة القدم.إي يو (الإنجليزية)
- جمال تلمساني على موقع بيانات كرة القدم. دي إي (الألمانية)
- جمال تلمساني على موقع ناشيونال فوتبول تيمز (الإنجليزية)
- جمال تلمساني على موقع عالم كرة القدم.نت (الإنجليزية)